# Топовлє
Топовлє (словен. Topovlje) — поселення в общині Брасловче, Савинський регіон, Словенія. 
Висота над рівнем моря: 288,4 м.